# Djiman Koukou
Djiman Koukou (Porto Novo, Benín, 14 de noviembre de 1990) es un futbolista beninés. Juega de centrocampista en el Red Star FC del Championnat National.
También es internacional para la selección de fútbol de Benín.

## Trayectoria
Koukou jugó en su país para el Requins de l'Atlantique y el Soleil. El 5 de julio de 2009, emigró a Francia para fichar por el Évian de la tercera división. Firmó un contrato por dos temporadas.
Después de 19 partidos y un gol con el Évian, se marchó al Créteil-Lusitanos y tuvo una buena temporada (jugó 28 partidos y anotó un gol). En junio de 2011, Koukou firmó por el Beira-Mar de Portugal. No jugó ni un partido en el club de Aveiro y fue prestado al Belenenses de la segunda división.

## Selección nacional
Ha sido internacional con la selección de fútbol de Benín en 39 ocasiones y ha marcado un gol. Su debut se produjo el 7 de septiembre de 2008, en la victoria 3-2 sobre Angola en la clasificación de AFC para la Copa Mundial de Fútbol de 2010.
También participó en dos ediciones de la Copa Africana de Naciones.

### Participaciones en Copas Africanas
| Copa                           | Sede   | Resultado    | Partidos | Goles |
| ------------------------------ | ------ | ------------ | -------- | ----- |
| Copa Africana de Naciones 2008 | Ghana  | Primera fase | 0        | 0     |
| Copa Africana de Naciones 2010 | Angola | Primera fase | 3        | 0     |

## Clubes
| Club                         | País     | Año       |
| ---------------------------- | -------- | --------- |
| Requins                      | Benín    | 2004-2007 |
| Soleil F. C.                 | Benín    | 2007-2009 |
| Évian Thonon Gaillard F. C.  | Francia  | 2009-2010 |
| U. S. Créteil                | Francia  | 2010-2011 |
| S. C. Beira-Mar              | Portugal | 2011-2012 |
| C. F. Os Belenenses (cedido) | Portugal | 2011-2012 |
| U. M. S. Montélimar          | Francia  | 2012      |
| Chamois Niortais             | Francia  | 2013-2016 |
| R. C. Lens                   | Francia  | 2016-2018 |
| Astra Giurgiu                | Rumania  | 2018      |
| Red Star F. C.               | Francia  | 2019-     |